# Litoria darlingtoni
Litoria darlingtoni – gatunek płaza bezogonowego z podrodziny Pelodryadinae w rodzinie rzekotkowatych (Hylidae). Endemit Nowej Gwinei, świetnie radzący sobie w środowisku przekształconym przez działalność ludzką.

## Występowanie
Litoria darlingtoni zamieszkuje górzyste tereny Nowej Gwinei w części wyspy należącej do Papui-Nowej Gwinei.
Zwierzę to spotyka się na wysokości od 1200 aż do 2000 metrów nad poziomem morza.
W przeciwieństwie do większości płazów, opisywany tutaj gatunek dobrze czuje się w środowisku zdegradowanym przez działalność człowieka. Zajmuje tereny po wylesianiu, jak i obszary miejskie.

## Rozmnażanie
Jako miejsce rozmnażania płaz wybiera wody wolno płynące lub stojące, jak stawy. Zanotowano nawet jego obecność w starym basenie w nowogwinejskim mieście Goroka.

## Status
Występuje obficie, a trend liczebności jego populacji oceniany jest jako stabilny.
Zwierzę bardzo dobrze radzi sobie w zmienionym przez człowieka środowisku. Nie uważa się więc, by coś mu zagrażało.